# Filamento galáctico
Na cosmologia, filamentos galácticos (subtipos: complexos de superaglomerados, muralhas de galáxias e folhas de galáxias) são as maiores estruturas conhecidas no universo, consistindo em muralhas de superaglomerados de galáxias gravitacionalmente ligados. Essas formações massivas, semelhantes a fios, podem atingir 80 megaparsecs h−1 (ou da ordem de 160 a 260 milhões de anos-luz) e formam os limites entre grandes vazios.

## Formação
No modelo padrão da evolução do Universo, filamentos galácticos se formam ao longo e seguem cadeias de matéria escura semelhantes a teias, também chamadas de teia galáctica ou teia cósmica. Pensa-se que esta matéria escura dita a estrutura do Universo na maior das escalas. A matéria escura atrai gravitacionalmente a matéria bariônica, e é essa matéria "normal" que os astrônomos veem formando paredes longas e finas de superaglomerado de galáxias.

## Descoberta
A descoberta de estruturas maiores que superaglomerado de galáxias começou no final da década de 1980. Em 1987, o astrônomo R. Brent Tully, do Instituto de Astronomia da Universidade do Havaí, Estados Unidos, identificou o que chamou de Complexo de superaglomerados Peixes-Baleia. Em 1989, a Grande Muralha CfA2 foi descoberta, seguida pela Grande Muralha Sloan em 2003. Em 11 de janeiro de 2013, pesquisadores liderados por Roger Clowes, da Universidade de Central Lancashire, Reino Unido, anunciaram a descoberta de um grande grupo de quasares, o Huge-LQG, que supera em tamanho os filamentos galácticos descobertos anteriormente. Em novembro de 2013, usando erupções de raios gama como pontos de referência, os astrônomos descobriram a Grande Muralha Hércules-Corona Borealis, um filamento extremamente grande medindo mais de 10 bilhões de anos-luz de diâmetro.

## Filamentos
O subtipo de filamentos tem eixos maiores e menores aproximadamente semelhantes em seção transversal, ao longo do eixo longitudinal.
| Filamento                                                   | Data | Distância média                                                | Dimensão | Notas |
| ----------------------------------------------------------- | ---- | -------------------------------------------------------------- | -------- | --- |
| Filamento de Coma                                           |      |                                                                |          | O Superaglomerado de Coma fica dentro do Filamento de Coma. Faz parte da Grande Muralha CfA2.                                                         |
| Filamento de Perseus-Pegasus                                | 1985 |                                                                |          | Conectado ao Superaglomerado de Peixes-Baleia, sendo o Superaglomerado Perseus-Pisces um membro do filamento.                                         |
| Filamento de Ursa Maior                                     |      |                                                                |          | Conectado ao Homúnculo CfA, uma porção do filamento forma uma porção da "perna" do Homúnculo.                                                         |
| Filamento de Lince-Ursa Maior (Filamento LUM)               | 1999 | de 2.000 km/s a 8.000 km/s no espaço do desvio para o vermelho |          | Conectado e separado do Superaglomerado de Lince-Ursa Maior.                                                                                          |
| z=2.38 filamento ao redor do protoaglomerado ClG J2143-4423 | 2004 | z=2.38                                                         | 110Mpc   | Um filamento do comprimento da Grande Muralha foi descoberto em 2004. A partir de 2008, ainda era a maior estrutura além do desvio para o vermelho 2. |

- Um filamento curto, detectado pela identificação de um alinhamento de galáxias formadoras de estrelas, na vizinhança da Via Láctea e do Grupo Local foi proposto por Adi Zitrin e Noah Brosch.[21] A realidade desse filamento e a identificação de um filamento semelhante, porém mais curto, foi resultado de um estudo de McQuinn et al. (2014) com base em medições de distância usando o método TRGB.[22]

### Muralhas de galáxias
O subtipo de filamentos das muralhas de galáxias tem um eixo maior significativamente maior do que o eixo menor na seção transversal, ao longo do eixo longitudinal.
| Muralha                                                                                            | Data | Distância média | Dimensão | Notas |
| -------------------------------------------------------------------------------------------------- | ---- | --------------- | --- | --- |
| Grande Muralha CfA2 (Muralha de Coma, Grande Muralha, Grande Muralha do Norte, Grande Muralha CfA) | 1989 | z=0.03058       | 251Mpc de comprimento 750 Mly de comprimento 250 Mly de largura 20 Mly de espessura                         | Esta foi a primeira estrutura ou pseudo-estrutura super-grande em grande escala no Universo a ser descoberta. O Homúnculo CfA fica no coração da Grande Muralha, e o Superaglomerado de Coma forma a maior parte da estrutura do homúnculo. O Aglomerado de Coma está no centro. |
| Grande Muralha Sloan (Grande Muralha do SDSS)                                                      | 2003 | z=0.07804       | 433Mpc de comprimento                                                                                       | Este foi o maior filamento galáctico conhecido a ser descoberto, até ser eclipsado pela Grande Muralha Hércules-Corona Borealis encontrada dez anos depois. |
| Muralha do Escultor (Grande Muralha do Sul, Muralha do Sul)                                        |      |                 | 8000 km/s de comprimento 5000 km/s de largura 1000 km/s de profundidade no espaço do desvio para o vermelho | A Muralha do Escultor é "paralela" à Muralha de Fornax e "perpendicular" à Muralha de Grus. |
| Muralha de Grus                                                                                    |      |                 | | A Muralha de Grus é "perpendicular" às Muralhas de Fornax e Escultor. |
| Muralha de Fornax                                                                                  |      |                 | | O Aglomerado Fornax faz parte desta muralha. A muralha é "paralela" à Muralha do Escultor e "perpendicular" à Muralha de Grus. |
| Grande Muralha Hércules-Corona Borealis                                                            | 2013 | z≈2             | 3 Gpc de comprimento, 150 000 km/s de profundidade no espaço do desvio para o vermelho                      | A maior estrutura conhecida no Universo. Esta também é a primeira vez desde 1991 que um filamento galáctico/grande muralha detém o recorde como a maior estrutura conhecida no Universo.                                                                                         |

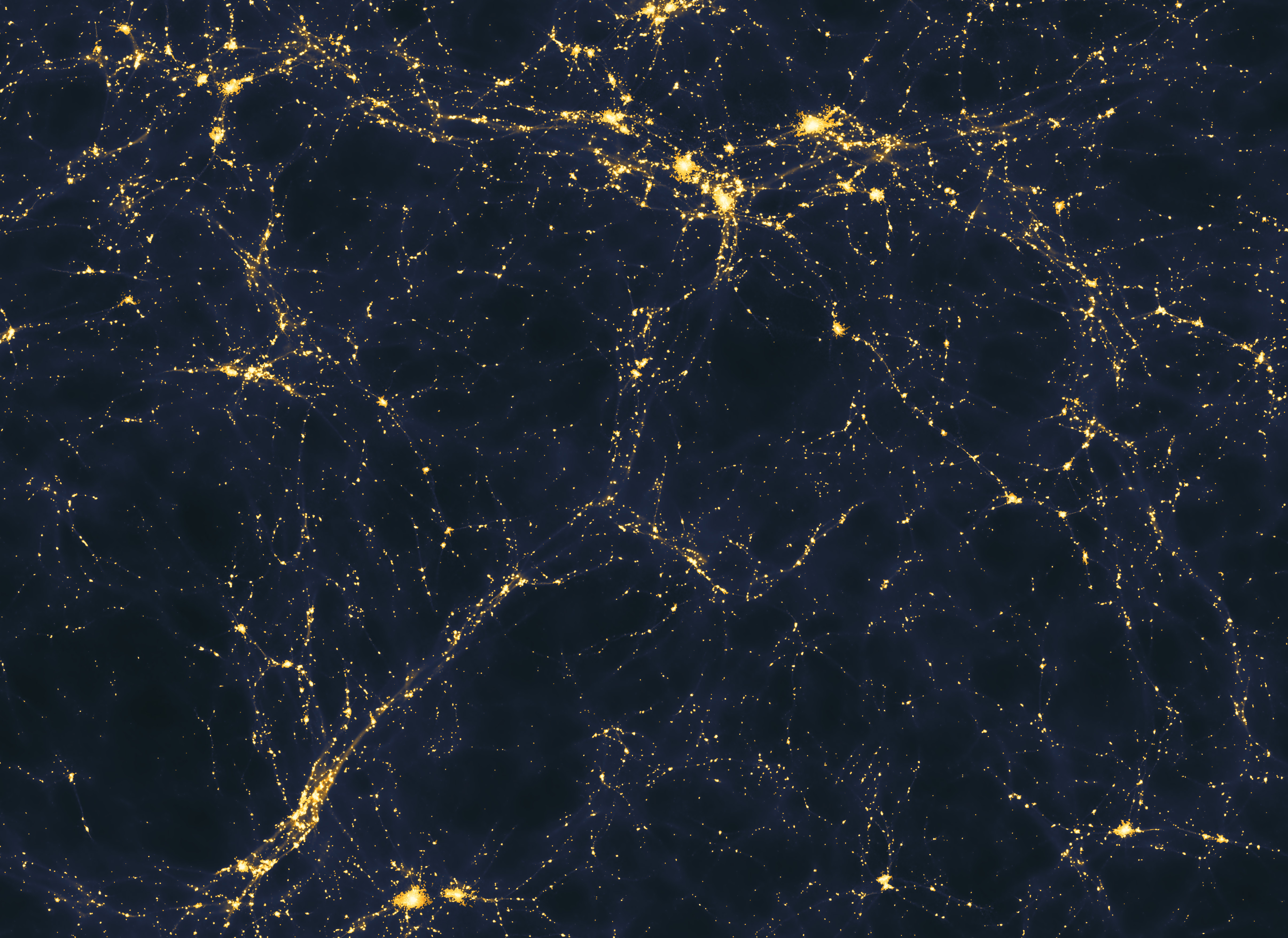
Filamentos, muralhas e vazios de galáxias formam estruturas semelhantes a teias

- Uma "Grande Muralha de Centaurus" (ou "Grande Muralha de Fornax" ou "Grande Muralha de Virgem") foi proposta, que incluiria a Muralha de Fornax como uma parte dela (visualmente criada pela Zona de Evitação) junto com o Superaglomerado de Centaurus e o Superaglomerado de Virgem também conhecido como nosso Superaglomerado Local dentro do qual a Via Láctea está localizada (implicando que esta seja a Grande Muralha Local).[25][26]
- Uma muralha foi proposta para ser a encarnação física do Grande Atrator, com o Aglomerado de Norma como parte dela. Às vezes é chamado de Muralha do Grande Atrator ou Muralha de Norma.[27] Esta sugestão foi substituída pela proposta de um superaglomerado, Laniakea, que englobaria o Grande Atrator, Superaglomerado de Virgem, Superaglomerado de Hidra-Centauro.[28]
- Uma muralha foi proposta em 2000 para situar-se em z=1.47 na vizinhança da galáxia de rádio B3 0003+387.[29]
- Uma muralha foi proposta em 2000 para ficar em z=0.559 no norte do Campo Profundo do Hubble (HDF North).[30][31]

#### Mapa das muralhas da galáxia mais próxima

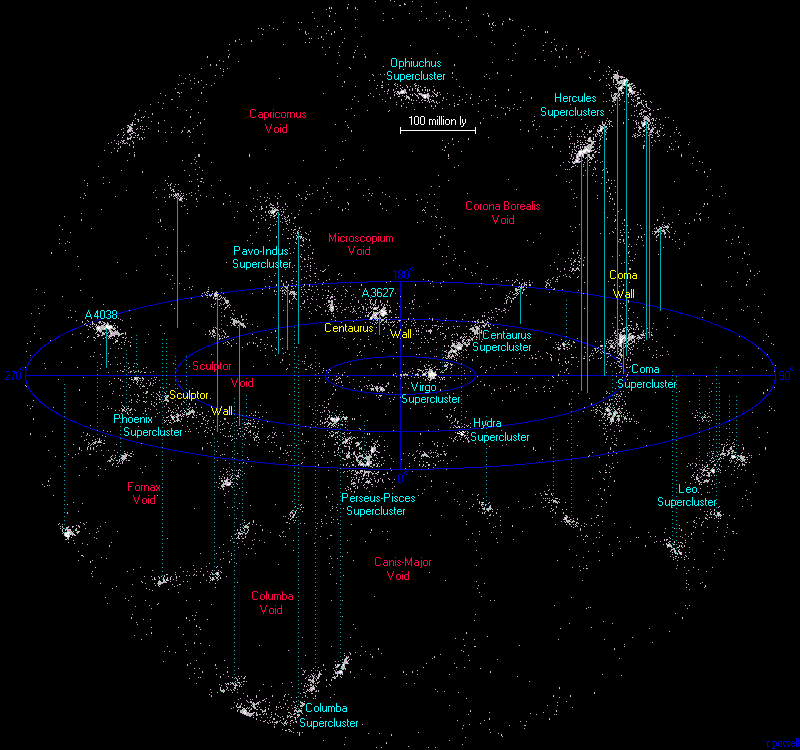
O Universo dentro de 500 milhões de anos-luz, mostrando as muralhas de galáxias mais próxima

### Grandes grupos de quasares
Grandes grupos quasares (LQG) são algumas das maiores estruturas conhecidas. Eles são teorizados como protohiperaglomerados/protosuperaglomerados-complexos/precursores de filamentos galácticos.
| LQG                                 | Data | Distância média | Dimensão                                                     | Notas |
| ----------------------------------- | ---- | --------------- | ------------------------------------------------------------ | --- |
| Clowes-Campusano LQG (U1.28, CCLQG) | 1991 | z=1.28          | - maior dimensão: 630 Mpc                                    | Foi a maior estrutura conhecida no Universo de 1991 a 2011, até a descoberta do U1.11.                                             |
| U1.11                               | 2011 | z=1.11          | - maior dimensão: 780 Mpc                                    | Foi a maior estrutura conhecida no Universo por alguns meses, até a descoberta de Huge-LQG.                                        |
| Huge-LQG                            | 2012 | z=1.27          | - tamanho característico: 500 Mpc - maior dimensão: 1240 Mpc | Foi a maior estrutura conhecida no Universo, até a descoberta da Grande Muralha Hércules-Corona Borealis encontrada um ano depois. |

### Complexo de superaglomerados
| Nome                                       | Data | Distância média | Dimensão                                                                 | Notas                                          |
| ------------------------------------------ | ---- | --------------- | ------------------------------------------------------------------------ | ---------------------------------------------- |
| Complexo de superaglomerados Peixes-Baleia | 1987 |                 | 1 bilhão de anos-luz de largura, 150 milhões de anos-luz de profundidade | Contém Superaglomerado de Virgem e Grupo Local |

## Mapas de distribuição em grande escala

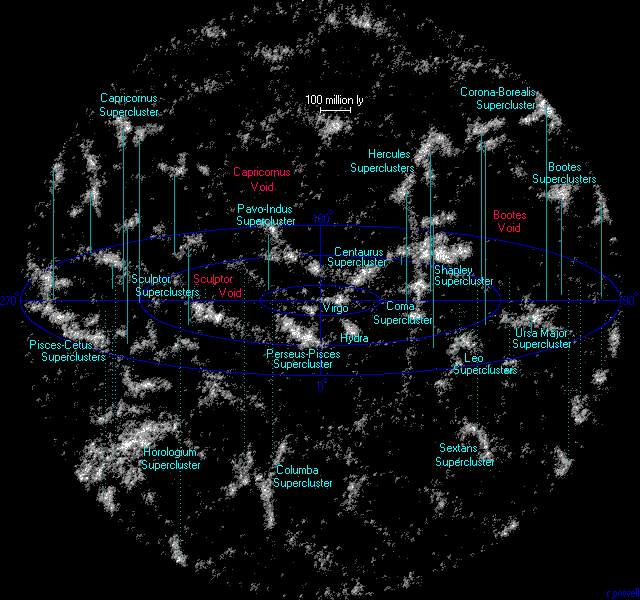
O Universo dentro de 1 bilhão de anos-luz (307 Mpc) da Terra, mostrando superaglomerados locais formando filamentos e vazios
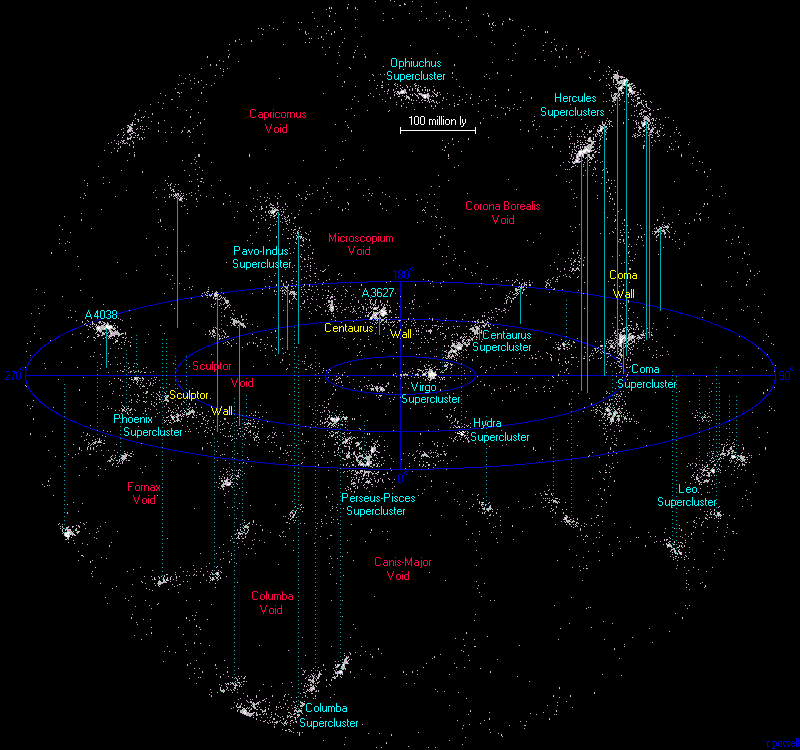
Mapa das muralhas, vazios e superaglomerados mais próximos
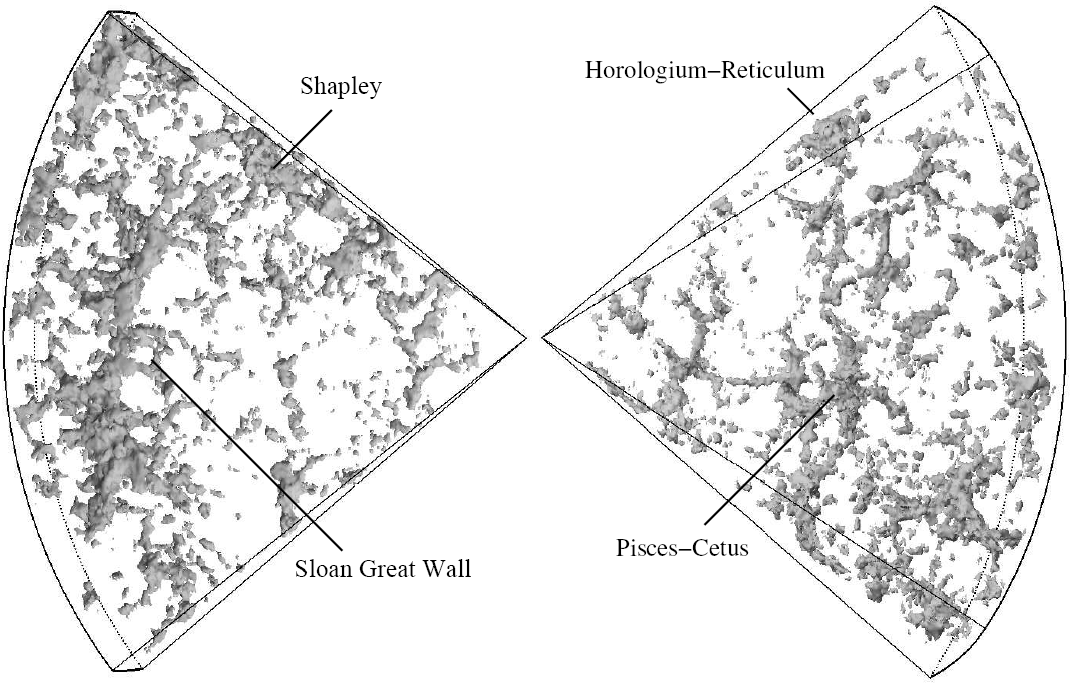
Mapa de levantamento 2dF, contendo a Grande Muralha de SDSS
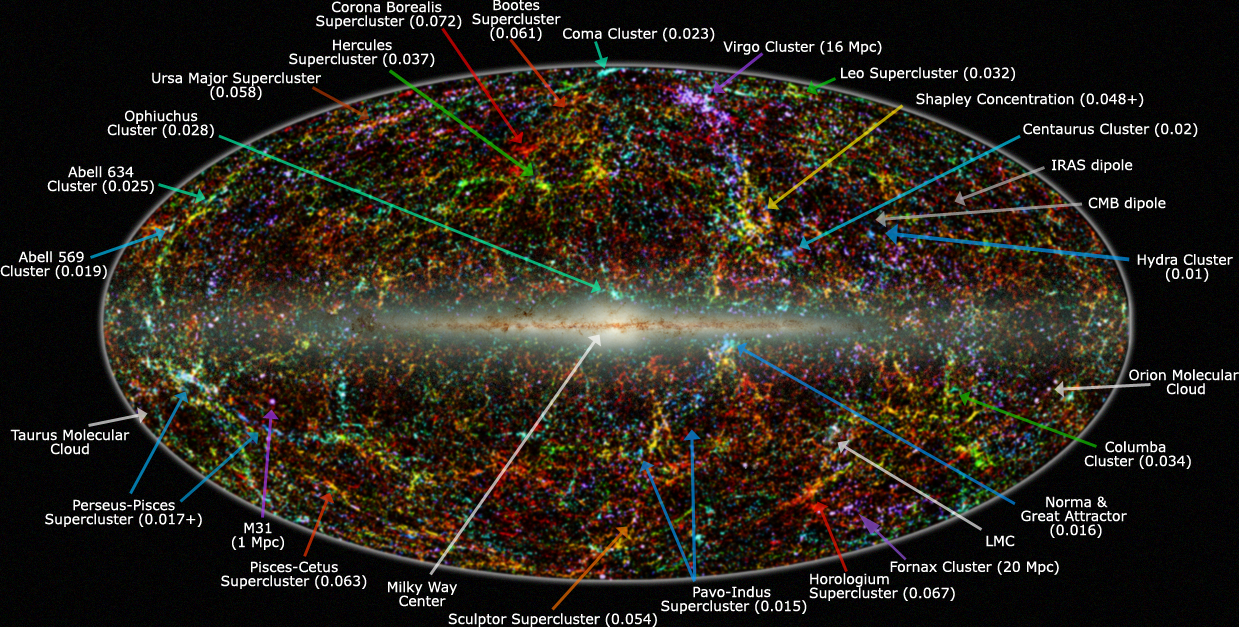
Mapa do céu 2MASS XSC em infravermelho